# Grünebergs ganglion
Grünebergs ganglion är en del av luktsinnet hos ett flertal däggdjur. Hos möss antas organet användas för att lukta sig till rädsla.